# Siebzehneck
Das Siebzehneck, 17-Eck oder Heptadekagon (von altgriechisch ἑπτακαίδεκα heptakaídeka, deutsch ‚siebzehn‘ und γωνία gōnía, deutsch ‚Winkel, Ecke‘) ist eine geometrische Figur, die zur Gruppe der Vielecke (Polygone) gehört. Es ist definiert durch siebzehn Punkte, die durch siebzehn Strecken zu einem geschlossenen Linienzug verbunden sind. Im Folgenden werden ausschließlich das regelmäßige Siebzehneck, das konvex ist, siebzehn gleich lange Seiten hat und dessen Ecken auf einem gemeinsamen Umkreis liegen, sowie das regelmäßige überschlagene Siebzehneck beschrieben.
Mehr als 2000 Jahre lang war man aufgrund von Fehlversuchen davon überzeugt, das Siebzehneck sei nicht allein mit Zirkel und Lineal konstruierbar. Erst Ende des 18. Jahrhunderts entdeckte der damals achtzehnjährige Carl Friedrich Gauß eine Formel, mit deren Hilfe die Konstruktion gelingt. Die Idee hinter seiner Entdeckung ist, dass Punkte, die sich mit Zirkel und Lineal aus zum Beispiel dem Ursprung {\displaystyle (0,0)} und dem Punkt {\displaystyle (1,0)} konstruieren lassen, stets bestimmte lineare oder quadratische Gleichungen erfüllen. Diese Gleichungen haben Koeffizienten, die sich aus den bisher schon konstruierten Punkten mit den vier Grundrechenarten bestimmen lassen. Hintergrund ist, dass von Linealen erzeugte Geraden durch lineare Gleichungen bzw. von Zirkeln erzeugte Kreise durch quadratische Gleichungen gegeben sind. Gauß’ Leistung bestand unter anderem darin, die für das Siebzehneck kritische Größe {\displaystyle \cos({\tfrac {2\pi }{17}})} (mit dem Kosinus {\displaystyle \cos } und der Kreiszahl {\displaystyle \pi }) durch eine Verschachtelung von Quadratwurzeln ganzer Zahlen auszudrücken, was eine zwar mühsame, aber dennoch in endlich vielen Schritten ausführbare Konstruktion ermöglicht. Dabei spielen die Eigenschaften der Fermatschen Primzahl {\displaystyle 17} eine entscheidende Rolle. Aus Sicht der modernen Mathematik handelt es sich hierbei um eine Anwendung der Galois-Theorie. In deren Rahmen ist es zudem von Nutzen, die Punkte der Ebene als Werte des Körpers der komplexen Zahlen auszudrücken, da dies das „Rechnen mit Punkten“ vereinfacht.
Die im Folgenden beschriebenen Konstruktionen für ein Siebzehneck sind eine Auswahl aus Lösungen mit sehr unterschiedlichen Vorgehensweisen.

## Geschichte

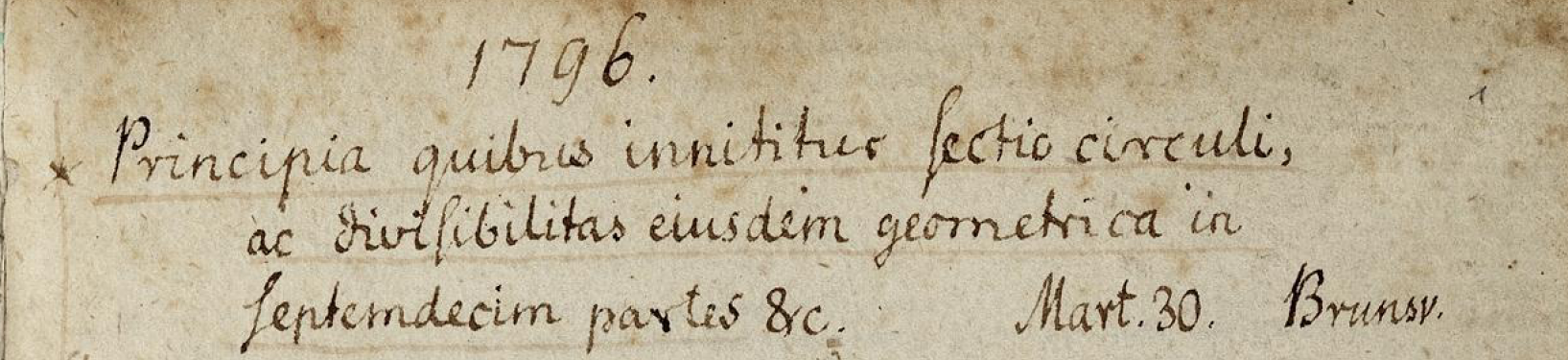
Erster Eintrag im mathematischen Tagebuch von Gauß:
1796.
Principia quibus innititur sectio circuli,
ac divisibilitas eiusdem geometrica in
septemdecim partes etc. Mart. 30. Brunsv.
(Grundlagen, auf die sich die Teilung des Kreises stützt, und zwar dessen geometrische Teilbarkeit in siebzehn Teile etc. 30. März. Braunschweig)

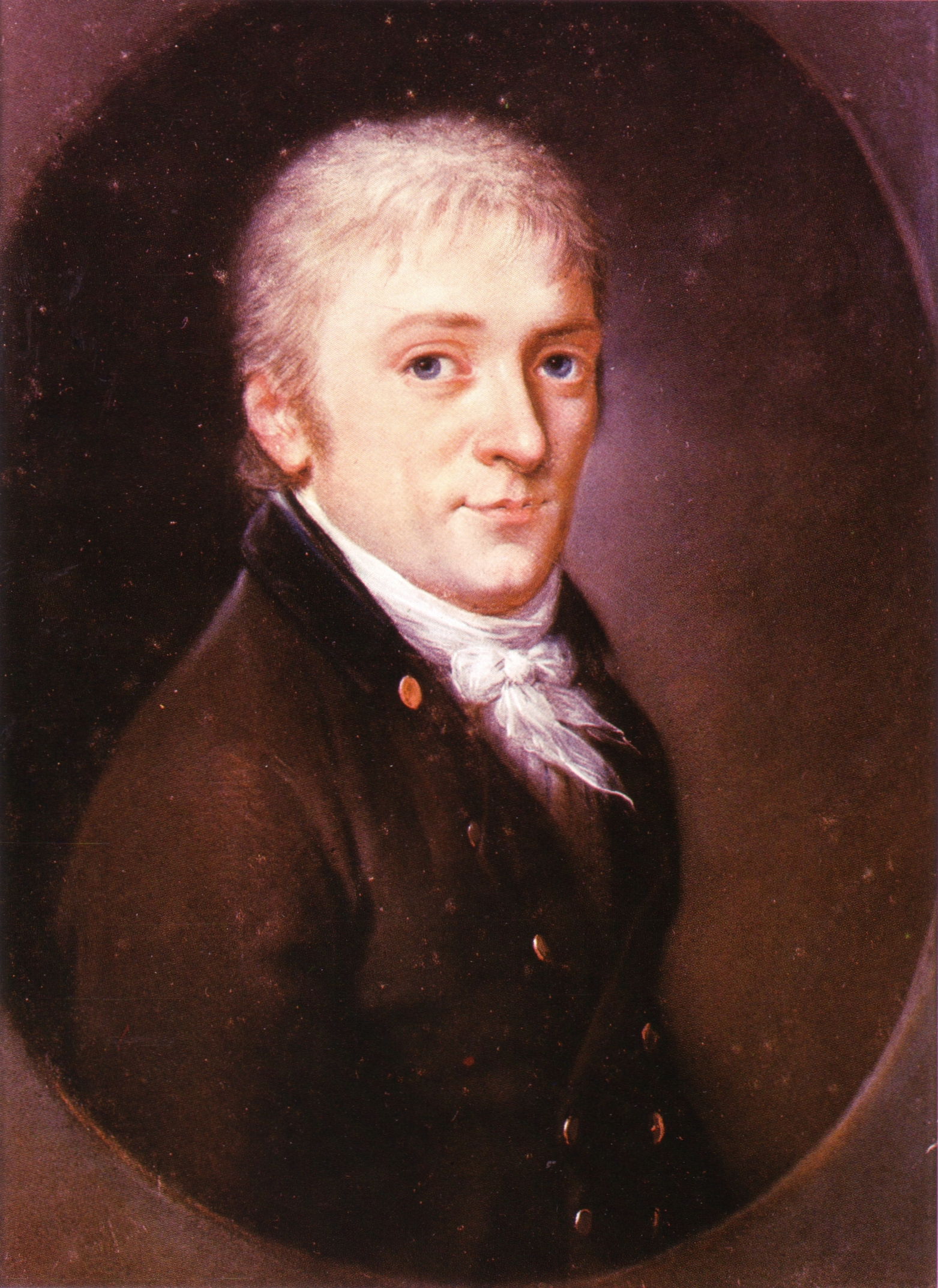
Carl Friedrich Gauß 1803

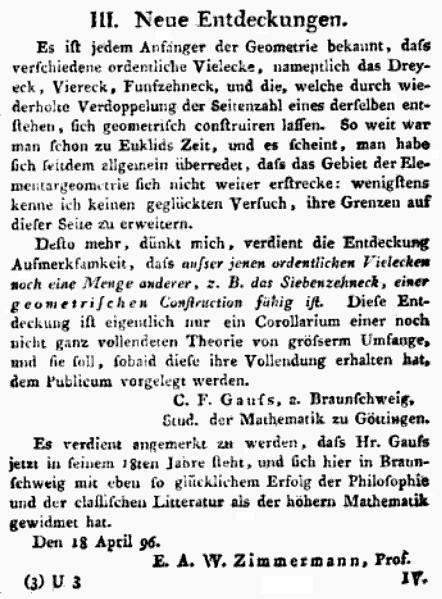
Mitteilung der Konstruierbarkeit im Intelligenzblatt der allgem. Literatur-Zeitung (1796)

Konstruktionen zu regelmäßigen Vielecken, wie beispielsweise zu Drei-, Vier-, Fünf- und Sechsecken sowie deren Verdoppelungen sind schon seit Euklids Elementen (3. Jahrhundert v. Chr.) bekannt, aber bei z. B. Sieben- oder Neuneck war es niemandem gelungen. In den vielen folgenden Jahrhunderten festigte sich deshalb die Annahme, weitere konstruierbare Vielecke werde man nicht finden. Mehr als 2000 Jahre später waren Erstaunen und Interesse groß, als der achtzehnjährige Gauß am 29. März 1796 im Intelligenzblatt der allgem. Literatur-Zeitung als Stud. der Mathematik zu Göttingen seine neue Entdeckung (vorerst ohne weitere Details) ankündigte.
Am 30. März 1796, also kurz vor seinem 19. Geburtstag (30. April), machte Gauß den ersten Eintrag in seinem Mathematischen Tagebuch. Darin beschrieb er in lateinischer Sprache und in kurzen Worten seine Entdeckung, die zur Konstruierbarkeit des Siebzehnecks führt (siehe nebenstehendes Bild).
Die ausführliche Erklärung dazu folgte fünf Jahre später im vorletzten Abschnitt seines Werks Disquisitiones Arithmeticae (1801) („Untersuchungen über höhere Arithmetik“). Darin zeigte und bewies Gauß u. a. die Formel für den Kosinus des Zentriwinkels, der allein mit Zirkel und Lineal konstruierbar ist. Wie der Kosinus des Zentriwinkels konstruktiv dargestellt werden kann, enthält das Werk nicht. Noch im selben Jahr, am 21. Juni, stellte Gauß in der St. Petersburger Akademie die Kurzfassung seiner Formel vor (Näheres im Abschnitt Eigenschaften).
In seinem Brief an Gerling vom 6. Januar 1819 machte Gauß auf den Druckfehler in Disquisitiones arithmeticae bezüglich seiner Formel aufmerksam:

„{\displaystyle \cos \varphi =-{\frac {1}{16}}+{\frac {1}{16}}{\sqrt {17}}+{\frac {1}{16}}{\sqrt {(34-2{\sqrt {17}})}}}
{\displaystyle \;\;\;+^{*}{\frac {1}{8}}{\sqrt {\left\{17+3{\sqrt {17}}-{\sqrt {(34-2{\sqrt {17}})}}-2{\sqrt {(34+2{\sqrt {17}})}}\right\}}}}
Dies ist dieselbe Formel, die in meinen D[isquisitione] A[rithmeticae] p. 662 steht, nur ist dort durch einen Druckfehler statt des {\displaystyle +}, welches hier mit {\displaystyle ^{*}} bezeichnet ist, ein {\displaystyle -} gesetzt, oder, was dasselbe ist, die dortige Formel stellt nicht {\displaystyle \cos \varphi }, sondern {\displaystyle \cos 4\varphi }, d. i. {\displaystyle \sin \left({\tfrac {90}{17}}\right)^{\circ }} vor, also die doppelte Seite des 34-Ecks.“

Die ersten Konstruktionsbeschreibungen für ein Siebzehneck kamen Anfang des 19. Jahrhunderts. Carl Friedrich Gauß erhielt im März 1802 einen Brief von Johann Friedrich Pfaff – ehemals Lehrer und Förderer von Gauß. Pfaff zitierte darin die möglicherweise erste (veröffentlichte) Konstruktion eines Siebzehnecks aus einem Brief seines Kollegen Christoph Friedrich von Pfleiderer. T. P. Stowell sandte 1818 eine Basiskonstruktion an Leybourns mathematische Zeitschrift The Mathematical Repository mit dem Anliegen, den 1806 verfassten Artikel über das Siebzehneck erneut zu drucken. Magnus Georg Paucker fand seine Version eines Siebzehnecks im Jahr 1819. Die vielleicht bekannteste Darstellung zeigte Herbert Richmond 1893. Im Jahr 1897 veröffentlichte L. Gérard ein Siebzehneck, dessen Konstruktion er nur mit einem Zirkel mithilfe des Satzes von Mohr-Mascheroni erstellte. Duane DeTemple wiederum nahm 1991 die sogenannten Carlyle-Kreise zu Hilfe, um seine Lösung des Siebzehnecks zu veröffentlichen. Am 23. Februar 2005 erschien in Göttingen, anlässlich des 150. Todestages von Carl Friedrich Gauß, ein Katalog zur Ausstellung im Alten Rathaus am Markt. Hans Vollmayr erläuterte darin eine Konstruktion des Siebzehnecks, in der als Ansatz die Kurzformel für den Kosinus des Zentriwinkels dient.

## Eigenschaften
Das Besondere an einem regelmäßigen Siebzehneck ist die Tatsache, dass es konstruierbar ist – es kann somit unter alleiniger Verwendung von Zirkel und Lineal (die euklidischen Werkzeuge) gezeichnet werden –, diese Konstruierbarkeit jedoch über Jahrtausende nicht nachgewiesen werden konnte. Der Nachweis gelang erst Carl Friedrich Gauß im Jahr 1796. Er zeigte, dass für den Kosinus des Zentriwinkels
{\displaystyle {\begin{aligned}\cos \left({\frac {2\pi }{17}}\right)=\cos \left({\frac {360^{\circ }}{17}}\right)&={\frac {1}{16}}\left(-1+{\sqrt {17}}+{\sqrt {2\left(17-{\sqrt {17}}\right)}}+2{\sqrt {17+3{\sqrt {17}}-{\sqrt {2\left(17-{\sqrt {17}}\right)}}-2{\sqrt {2\left(17+{\sqrt {17}}\right)}}}}\right)\\&\approx 0{,}932\,472\,229\,404\,355\,804\,573\,115\,891\,821\,56\end{aligned}}}
gilt. Somit ist der Zentriwinkel auch geometrisch darstellbar und die verschiedenen Größen des Siebzehnecks wie Seitenlänge, Umfang, Inkreisradius, Diagonale über zwei Seiten und Flächeninhalt lassen sich berechnen.
Am 21. Juni 1801 stellte Gauß der St. Petersburger Akademie für seine obige Formel eine sogenannte Kurzfassung in drei Schritten vor, die sich aus der Gruppierung von Summen einzelner Kosinuswerte ergibt. Friedrich L. Bauer beschrieb sie 2009 in seinem Buch Historische Notizen zur Informatik im Kapitel Carl Friedrich Gauß, das 17-Eck und MATHEMATICA ausführlich, es sei deshalb hier nur das Ergebnis der Kurzfassung erwähnt.
Mit den darin u. a. eingeführten Hilfsgrößen
{\displaystyle q:=\cos \left({\frac {2\pi }{17}}\right)+\cos \left(4\cdot {\frac {2\pi }{17}}\right)} und
{\displaystyle q':=\cos \left(3\cdot {\frac {2\pi }{17}}\right)+\cos \left(5\cdot {\frac {2\pi }{17}}\right)}
gilt somit für den Kosinus des Zentriwinkels auch:
{\displaystyle \cos \left({\frac {2\pi }{17}}\right)={\frac {1}{2}}q+{\sqrt {{\frac {1}{4}}q^{2}-{\frac {1}{2}}q'}}={\frac {1}{2}}\cdot \left(q+{\sqrt {q^{2}-2q'}}\right)}
| Größen eines regelmäßigen Siebzehnecks mit der Seitenlänge {\displaystyle s}, dem Umkreisradius {\displaystyle r_{\rm {u}}} und dem Zentriwinkel {\displaystyle \textstyle \mu ={\tfrac {2\pi }{17}}} | Größen eines regelmäßigen Siebzehnecks mit der Seitenlänge {\displaystyle s}, dem Umkreisradius {\displaystyle r_{\rm {u}}} und dem Zentriwinkel {\displaystyle \textstyle \mu ={\tfrac {2\pi }{17}}} | Größen eines regelmäßigen Siebzehnecks mit der Seitenlänge {\displaystyle s}, dem Umkreisradius {\displaystyle r_{\rm {u}}} und dem Zentriwinkel {\displaystyle \textstyle \mu ={\tfrac {2\pi }{17}}} | Größen eines regelmäßigen Siebzehnecks mit der Seitenlänge {\displaystyle s}, dem Umkreisradius {\displaystyle r_{\rm {u}}} und dem Zentriwinkel {\displaystyle \textstyle \mu ={\tfrac {2\pi }{17}}} |
| --- | --- | --- | --- |
| Seitenlänge | {\displaystyle s=2\cdot \sin \left({\frac {180^{\circ }}{17}}\right)\cdot r_{u}} | {\displaystyle \approx 0{,}367499\cdot r_{u}} | Größen des Siebzehnecks |
| Umfang | {\displaystyle U=17s} | {\displaystyle \approx 6{,}247484\cdot r_{u}} | Größen des Siebzehnecks |
| Inkreisradius | {\displaystyle r_{\rm {i}}={\frac {s}{2}}\cdot \cot \left({\frac {180^{\circ }}{17}}\right)} | {\displaystyle \approx 0{,}982973\cdot r_{u}} | Größen des Siebzehnecks |
| Diagonale über zwei Seiten | {\displaystyle d_{2}=2\cdot \sin(\mu )\cdot r_{u}} | {\displaystyle \approx 0{,}722483\cdot r_{u}} | Größen des Siebzehnecks |
| Flächeninhalt | {\displaystyle A={\frac {1}{4}}\cdot 17s^{2}\cdot \cot \left({\frac {180^{\circ }}{17}}\right)} | {\displaystyle \approx 3{,}070554\cdot r_{u}^{2}} | Größen des Siebzehnecks |
| Innenwinkel | {\displaystyle \phi =180^{\circ }-\mu ={\frac {15}{17}}\cdot 180^{\circ }} | {\displaystyle \approx 158{,}823529^{\circ }} | Größen des Siebzehnecks |

In der Tabelle bezeichnet {\displaystyle \sin } den Sinus und {\displaystyle \cot } den Kotangens.
Die Symmetriegruppe des Siebzehnecks ist die Diedergruppe {\displaystyle D_{17}}.

## Mathematischer Hintergrund
In der mathematischen Theorie, präziser der Algebra, wird eine Konstruierbarkeit mit Zirkel und Lineal auf algebraische Gleichungen zurückgeführt.
Der Entdeckung der Konstruierbarkeit des Siebzehnecks durch Zirkel und Lineal von Gauß liegt eine Auflösung der Kreisteilungsgleichung {\displaystyle x^{17}-1=0} zugrunde, deren Lösungen – es handelt sich um die siebzehnten Einheitswurzeln – in der Gaußschen Zahlenebene der komplexen Zahlen ein regelmäßiges Siebzehneck mit Umkreisradius 1 bilden. Diese Gleichung kann allein durch den Gebrauch geschachtelter Quadratwurzeln gelöst werden (siehe oben für den Realteil {\displaystyle \cos({\tfrac {2\pi }{17}})} der Lösung {\displaystyle \zeta =e^{2\pi i/17}}, die entgegen dem Uhrzeigersinn zur Lösung 1 am nächsten liegt). Wichtig dabei ist, dass komplexe Zahlen einerseits als Punkte einer Ebene dargestellt werden können, andererseits aber mit ihnen gerechnet werden kann. Gauß erkannte 1796 als 18-Jähriger diese Möglichkeit „[d]urch angestrengtes Nachdenken … am Morgen … (ehe ich aus dem Bette aufgestanden war)“ aufgrund allgemeiner zahlentheoretischer Eigenschaften von Primzahlen, in diesem Fall konkret der Primzahl 17: Die modulo einer Primzahl {\displaystyle p} gebildeten, von 0 verschiedenen Restklassen {\displaystyle 1,\dotsc ,p-1} können nämlich als Potenzen {\displaystyle g^{0}=1,g^{1}=g,g^{2},\dotsc ,g^{p-2}} einer geeignet gewählten Zahl {\displaystyle g}, Primitivwurzel genannt, dargestellt werden. Im Fall {\displaystyle p=17} kann konkret {\displaystyle g=3} gewählt werden, wie eine rekursive Berechnung der Potenzen zeigt:
{\displaystyle {\begin{aligned}3^{0}&\equiv ~~1{\pmod {17}},\\3^{1}&\equiv ~~3{\pmod {17}},\\3^{2}&\equiv ~~9{\pmod {17}},\\3^{3}&\equiv 10{\pmod {17}},\\\end{aligned}}}
verfährt man so weiter, ergeben sich der Reihe nach die Restklassen {\displaystyle 13,\;5,\;15,\;11,\;16,\;14,\;8,\;7,\;4,\;12,\;2,\;6} modulo {\displaystyle 17}. Sortiert man nun die von 1 verschiedenen 17. Einheitswurzeln entsprechend, das heißt in der Reihenfolge
{\displaystyle \zeta ,\ \zeta ^{3},\ \zeta ^{9},\ \zeta ^{10},\ \zeta ^{13},\ \zeta ^{5},\ \zeta ^{15},\ \zeta ^{11},\ \zeta ^{16},\ \zeta ^{14},\ \zeta ^{8},\ \zeta ^{7},\ \zeta ^{4},\ \zeta ^{12},\ \zeta ^{2},\ \zeta ^{6},}
so erhält man durch Teilsummation von jeder zweiten, jeder vierten, beziehungsweise jeder achten Einheitswurzel aus dieser Auflistung die sogenannten Gaußschen Perioden: zwei 8-gliedrige Perioden mit je 8 Summanden, vier 4-gliedrige Perioden mit je 4 Summanden und acht 2-gliedrige Perioden mit je 2 Summanden. Aufgrund prinzipieller Eigenschaften oder aber durch explizite Berechnung lässt sich dafür zeigen:
- Die beiden 8-gliedrigen Perioden sind Lösungen einer quadratischen Gleichung mit ganzen Koeffizienten.
- Die vier 4-gliedrigen Perioden sind Lösungen von zwei quadratischen Gleichungen, deren Koeffizienten aus den 8-gliedrigen Perioden berechenbar sind.
- Die acht 2-gliedrigen Perioden sind Lösungen von vier quadratischen Gleichungen, deren Koeffizienten aus den 4-gliedrigen Perioden berechenbar sind.

Dabei gilt für die zweigliedrige Periode zur „ersten“ Einheitswurzel {\displaystyle \zeta +\zeta ^{16}=\zeta +\zeta ^{-1}=2\cos({\tfrac {2\pi }{17}})}.
Der beschriebene Ansatz lässt sich analog für jede Primzahl der Form {\displaystyle 2^{2^{k}}+1} durchführen. Fünf solche Primzahlen, die Fermatsche Primzahlen genannt werden, sind bekannt: 3, 5, 17, 257, 65537. Daher gehören auch das regelmäßige 257-Eck und das regelmäßige 65537-Eck zu den konstruierbaren Polygonen.

## Geometrische Konstruktionen

### Konstruktion nach Christoph Friedrich von Pfleiderer
Johann Friedrich Pfaff schrieb am 22. März 1802 aus Helmstedt einen Brief an Gauß (erstmals veröffentlicht 1917). Darin zitierte er aus einem Brief – den er von Christoph Friedrich von Pfleiderer erhalten hatte – die folgende möglicherweise erste (veröffentlichte) Konstruktion eines regelmäßigen Siebzehnecks.

Siebzehneck nach Ch. F. von Pfleiderer (1802)
Mit Weiterführung der Konstruktion. Darin ist zu beachten: Das Bestimmen des Punktes (rot) ergibt einen sehr geringen Abstand zum Punkt.

Animation der Konstruktionsskizze
Der 14. Konstruktionsschritt liefert die erste Seitenlänge und zugleich das Ende der Darstellung nach Ch. F. von Pfleiderer. Ist Bestimmen und Verbinden der Eckpunkte jeweils ein Konstruktionsschritt, braucht das fertige Siebzehneck davon 29.

Im oben genannten Brief an Gauß erklärte J. F. Pfaff mit Pfleiderers Worten dessen Konstruktion zum Siebzehneck (freie Übersetzung):

„Angesichts des Durchmessers {\displaystyle {|}CH{|}} des Kreises wird zu seinem Ende {\displaystyle C} eine Normale gezogen, auf der zuerst {\displaystyle {\overline {CF}}={\tfrac {1}{4}}{|}CH{|}}, dann {\displaystyle {\overline {FM}}} und {\displaystyle {\overline {FN}}}, beide {\displaystyle ={\overline {FH}}}, abgeschnitten werden. Halbieren Sie {\displaystyle {\overline {CN}}} und {\displaystyle {\overline {CM}}} in den Punkten {\displaystyle L} und {\displaystyle O} und ziehen Sie zum Mittelpunkt {\displaystyle D} des gegebenen Kreises die Linien {\displaystyle {\overline {LD}}} und {\displaystyle {\overline {OD}}}. Von der Senkrechten {\displaystyle {|}PN{|}} werden {\displaystyle {\overline {LP}}={\overline {LD}}} und {\displaystyle {\overline {OQ}}={\overline {OD}}} abgeschnitten. Zur Geraden {\displaystyle {|}PN{|}} wird zum Punkt {\displaystyle Q} die Normale {\displaystyle {|}QR{|}={\overline {CP}}} gezogen und anschließend {\displaystyle R} mit {\displaystyle D} verbunden. Über {\displaystyle {|}RD{|}} ziehen Sie einen Kreis, der die Gerade {\displaystyle {|}PN{|}} in {\displaystyle S} schneidet. Schließlich wird um den Mittelpunkt {\displaystyle C} mit Radius {\displaystyle {|}CS{|}} ein Kreis beschrieben, der den Kreis um {\displaystyle D} bei {\displaystyle B} schneidet. {\displaystyle {|}HB{|}} sei die Seite eines regelmäßigen Polygons mit 17 Seiten, das in den gegebenen Kreis eingeschrieben werden soll.“

### Konstruktion nach T. P. Stowell
Das Finden der folgenden Basiskonstruktion eines regelmäßigen Siebzehnecks aus dem Jahr 1818 ist W. E. Heal aus Wheeling in Indiana zu verdanken. Er stellte in der mathematischen Zeitschrift The Analyst im März 1877 zur Konstruktion der Polygone 17-Eck und 257-Eck allein mit Zirkel und Lineal, die Frage: „Wie wird dies bewiesen?“
 J. E. Hendricks, Herausgeber von The Analyst, beantwortete in der Ausgabe vom Mai 1877, Nr. 3 seine Frage, darin zitierte er auch T. P. Stowell aus Rochester, N. Y.: „Vielleicht würde es einige Ihrer Leser interessieren, einen in [Thomas Leybourns] Mathematical Repository (Band I, 2. Folge) 1806 veröffentlichten Artikel erneut zu drucken.“ Da der Platz für eine vollständige Veröffentlichung des Artikels aus der angegebenen Quelle nicht zur Verfügung stand, wurde in The Analyst nur ein Ausschnitt davon sowie die von T. P. Stowell gesendete und Leybourns Mathematical Repository 1818 zugeschriebene Konstruktion eines Polygons mit 17 Seiten eingefügt.

Siebzehneck nach T. P. Stowell (1818)
Mit Weiterführung der Basiskonstruktion aus dem Jahr 1818 sowie Ergänzung von als mittlerer Proportionale von und bzw.

Animation der Konstruktionsskizze
Der 14. Konstruktionsschritt liefert die erste Seitenlänge und zugleich das Ende der Basiskonstruktion nach T. P. Stowell. Ist Bestimmen und Verbinden der Eckpunkte jeweils ein Konstruktionsschritt, braucht das fertige Siebzehneck davon 29.

Konstruktionsbeschreibung von T. P. Stowell (Übersetzung):

„ZUR KONSTRUKTION eines regelmäßigen Polygons von siebzehn Seiten im Kreis.

Zeichnen Sie den Radius {\displaystyle {|}OC{|}} rechtwinklig zum Durchmesser {\displaystyle {|}AB{|}}: Für {\displaystyle {\overline {OQ}}} nehmen Sie die Hälfte von {\displaystyle {|}OC{|}} und für {\displaystyle {\overline {OD}}} den achten Teil vom Radius [{\displaystyle {|}OB{|}}]: Nehmen Sie für {\displaystyle {\overline {DE}}} und für {\displaystyle {\overline {DF}}} jeweils gleich {\displaystyle {|}DQ{|}}, für {\displaystyle {\overline {EG}}} gleich {\displaystyle {|}EQ{|}} und {\displaystyle {\overline {FH}}} gleich {\displaystyle {|}FQ{|}}; für {\displaystyle {|}OK{|}} nehmen Sie die mittlere Proportionale zwischen {\displaystyle {\overline {OH}}} und {\displaystyle {\overline {OQ}}} und ziehen Sie {\displaystyle {|}KM{|}} durch {\displaystyle K} parallel zu {\displaystyle {|}AB{|}}, {\displaystyle {|}KM{|}} trifft in {\displaystyle M} auf den über {\displaystyle {\overline {OG}}} beschriebenen Halbkreis; zeichnen Sie {\displaystyle {|}MN{|}} parallel zu {\displaystyle {|}OC{|}}, {\displaystyle {|}MN{|}} schneidet den gegebenen Kreis in {\displaystyle N} – der Bogen {\displaystyle AN} ergibt den siebzehnten Teil des gesamten Umfangs.“

### Konstruktion nach Georg Paucker
Magnus Georg Paucker legte 1819 seine geometrische Konstruktionsanleitung für das Siebzehneck der Kurländischen Gesellschaft für Literatur und Kunst vor, wo sie 1822 veröffentlicht wurde. Er schreibt dazu in der Einleitung seines Artikels:

„Ein merkwürdiges Beyspiel von der Schwierigkeit, neue Sätze in der Geometrie zu entdecken, liefert die Aufgabe, reguläre Polygone, ohne mechanische Eintheilung des Quadranten oder Beyhülfe eines Winkelmessers, in einen Kreis zu zeichnen.“

Konstruktionsskizze nach Magnus Georg Paucker (1819)
Mit Weiterführung bis zum fertigen Siebzehneck, Schritt 17: Abtragen der Diagonalen über zwei Seiten. Ist Bestimmen und Verbinden der Eckpunkte jeweils ein Konstruktionsschritt, braucht das fertige Siebzehneck davon 31.

Animation der Konstruktionsskizze
Der 16. Konstruktionsschritt liefert die erste Seitenlänge auf dem Umkreis. Ist Bestimmen und Verbinden der Eckpunkte jeweils ein Konstruktionsschritt, braucht das fertige Siebzehneck davon 30.

Die folgende Konstruktionsanleitung enthält die Konstruktion nach Magnus Georg Paucker sowie deren Weiterführung bis zum fertigen Siebzehneck. Die in der Originalzeichnung von Paucker enthaltenen Radien und die meisten Diagonalen dienen der Darstellung von in seiner Originalbeschreibung stehenden Formeln und sind für die geometrische Konstruktion nicht erforderlich. Sie wurden hier weggelassen.
1. Zeichne auf dem Durchmesser {\displaystyle |pa|} um den Mittelpunkt {\displaystyle m} den Umkreis des werdenden 17-Ecks.
2. Errichte den Durchmesser {\displaystyle |pA|=|pa|} senkrecht zu {\displaystyle |pa|}.
3. Halbiere den Radius {\displaystyle |mp|} in {\displaystyle B}.
4. Verlängere {\displaystyle |pa|} ab {\displaystyle p}.
5. Trage die Strecke {\displaystyle {\overline {AB}}} ab {\displaystyle B} auf die Verlängerung ab, Schnittpunkt ist {\displaystyle C}.
6. Halbiere {\displaystyle |pA|} in {\displaystyle D}.
7. Halbiere {\displaystyle {\overline {pC}}} in {\displaystyle E}.
8. Trage die Strecke {\displaystyle {\overline {ED}}} ab {\displaystyle E} auf die Verlängerung ab, Schnittpunkt ist {\displaystyle F}.
9. Errichte den Radius {\displaystyle |mG|} senkrecht zu Durchmesser {\displaystyle |pa|}.
10. Halbiere {\displaystyle {\overline {mC}}} in {\displaystyle H}.
11. Trage die Strecke {\displaystyle {\overline {HG}}} ab {\displaystyle H} auf {\displaystyle |pa|} ab, Schnittpunkt ist {\displaystyle I}.
12. Konstruiere den Halbkreis über {\displaystyle |pF|}.
13. Konstruiere den Halbkreis über {\displaystyle |pI|}, Schnittpunkt mit {\displaystyle |mG|} ist {\displaystyle K}.
14. Zeichne die Parallele zu {\displaystyle |mp|} ab {\displaystyle K}, Schnittpunkt mit Halbkreis über {\displaystyle |pF|} ist {\displaystyle L}.
15. Fälle das Lot von L auf {\displaystyle {\overline {mH}}}, Fußpunkt ist {\displaystyle M}. Es ist {\displaystyle |pM|} die Seite des 34-Ecks.

Von hier aus zwei Möglichkeiten als Beispiele:
1. Ziehe einen Halbkreis um {\displaystyle p} mit dem Radius {\displaystyle |pM|}, damit ergibt sich auf dem Umkreis der Punkt {\displaystyle i} und ein z. B. mit {\displaystyle j} bezeichneter Punkt. Die Strecke {\displaystyle {\overline {ij}}} ist die gesuchte Seite des 17-Ecks.
2. bis 30. Trage die Seite {\displaystyle |ij|} vierzehnmal auf dem Umkreis ab und verbinde die so gefundenen Punkte zu einem vollständigen 17-Eck.

oder:
1. Es gilt auch {\displaystyle {\overline {MF}}={\overline {pc}}}, demzufolge trage {\displaystyle {\overline {MF}}} auf dem Umfang in Richtung Punkt {\displaystyle a} ab und du erhältst Punkt {\displaystyle c}.
2. Trage {\displaystyle {\overline {ac}}}, also die Diagonale über zwei Seiten, von {\displaystyle a} beginnend weitere Male auf dem Umfang ab, bis alle Ecken markiert sind und verbinde jeweils abschließend die so gefundenen Punkte zu einem vollständigen 17-Eck.

### Konstruktion nach Herbert Richmond
Im Jahr 1825 legte Johannes Erchinger eine Konstruktion der Akademie der Wissenschaften zu Göttingen vor, die Gauß daraufhin in den Göttingischen Gelehrten Anzeigen besprach. Eine zeichnerische Darstellung dieses Siebzehnecks ist nicht überliefert. Die folgende einfachere und bekannteste Konstruktion stammt von Herbert William Richmond aus dem Jahr 1893.
In der Konstruktionsbeschreibung lässt es Richmond offen, auf welche Art und Weise schließlich die Seitenlänge des Siebzehnecks zu finden ist. Es gibt dafür drei Möglichkeiten. Für die ersten beiden nimmt man entweder die Länge der Sehne {\displaystyle |AP_{3}|} oder {\displaystyle |P_{3}P_{5}|} in den Zirkel und trägt sie auf dem Umkreis so oft ab, bis alle Eckpunkte gegeben sind. Die dritte Möglichkeit wäre: Man halbiert den Kreisbogen {\displaystyle OP_{3}P_{5}} mithilfe der Mittelsenkrechten, erhält so den Eckpunkt {\displaystyle P_{4}} und trägt abschließend die Seitenlänge {\displaystyle |P_{3}P_{4}|} oder {\displaystyle |P_{4}P_{5}|} dreizehnmal auf dem Umkreis ab. Die folgende Konstruktion nutzt dafür die Sehnenlänge (Diagonale) {\displaystyle |P_{3}P_{5}|}.
Konstruktionsbeschreibung

Siebzehneck nach Herbert Richmond (1893)
Mit Weiterführung der Konstruktion. Dabei ist zu beachten: Das Bestimmen des Punktes ergibt einen sehr geringen Abstand zum Mittelpunkt des Halbkreises über.

Animation der Konstruktionsskizze
Der 27. Konstruktionsschritt liefert den letzten Eckpunkt. Ist Bestimmen und Verbinden der Eckpunkte jeweils ein Konstruktionsschritt, braucht das fertige Siebzehneck davon 27.

1. Ziehen des Umkreises mit beliebigem Radius um den Mittelpunkt {\displaystyle O}.
2. Zeichnen eines Durchmessers durch den Mittelpunkt {\displaystyle O} Schnittpunkt mit Umkreis ist {\displaystyle A}, später zusätzlich mit {\displaystyle P_{17}} bezeichnet.
3. Errichten eines Radius senkrecht zu {\displaystyle |AO|} auf {\displaystyle O} bis zum Umkreis; Schnittpunkt mit Umkreis ist {\displaystyle B}.
4. Halbieren des Radius {\displaystyle |BO|}.
5. Nochmaliges Halbieren ergibt ein Viertel des Radius {\displaystyle |BO|} im Punkt {\displaystyle I}; {\displaystyle I} liegt näher an {\displaystyle O}; Verbinden des Punktes {\displaystyle I} mit {\displaystyle A}.
6. Halbieren des Winkels {\displaystyle OIA}.
7. Nochmaliges Halbieren des Winkels ergibt im Punkt {\displaystyle E} ein Viertel des Winkels {\displaystyle OIA}; {\displaystyle E} liegt näher an {\displaystyle O}.
8. Errichten einer Senkrechten auf {\displaystyle {\overline {EI}}} mit Fußpunkt {\displaystyle I}.
9. Halbierung des {\displaystyle 90^{\circ }}-Winkels; Schnittpunkt mit Durchmesser ist {\displaystyle F} und Winkel {\displaystyle FIE} ist {\displaystyle 45^{\circ }}.
10. Konstruktion des Thaleskreises über {\displaystyle |AF|}; Schnittpunkt mit {\displaystyle |BO|} ist {\displaystyle K}.
11. Ziehen des Halbkreises um den Mittelpunkt {\displaystyle E} mit dem Radius {\displaystyle |EK|}; Schnittpunkte mit dem Durchmesser sind {\displaystyle N_{3}} und {\displaystyle N_{5}} (dabei liegt {\displaystyle N_{3}} sehr nahe beim Mittelpunkt des Thaleskreises über {\displaystyle |AF|}).
12. Errichten der Senkrechten auf die Mittelachse ab {\displaystyle N_{3}}; Schnittpunkt mit dem Umkreis ist der Eckpunkt {\displaystyle P_{3}} des Siebzehnecks; der Kreisbogen {\displaystyle OAP_{3}} ist somit {\displaystyle {\tfrac {3}{17}}} des Umkreisumfanges.
13. Errichten der Senkrechten auf die Mittelachse ab {\displaystyle N_{5}}; Schnittpunkt mit dem Umkreis ist der Eckpunkt {\displaystyle P_{5}}; der Kreisbogen {\displaystyle OAP_{5}} ist somit {\displaystyle {\tfrac {5}{17}}} des Umkreisumfanges.
14. bis 27. Ein vierzehnmaliges Abtragen der Diagonale {\displaystyle |P_{3}P_{5}|} auf dem Umkreis, ab dem Eckpunkt {\displaystyle P_{5}} gegen den Uhrzeigersinn, ergibt der Reihe nach die Eckpunkte {\displaystyle P_{7},\;P_{9},\;P_{11},\;P_{13},\;P_{15},\;P_{2},\;P_{4},\;P_{6},\;P_{8},\;P_{10},\;P_{12},\;P_{14};P_{16}} und {\displaystyle P_{1}}; das abschließende Verbinden der so gefundenen Punkte {\displaystyle P_{1},\;P_{2}}, …, {\displaystyle \;P_{17}} vervollständigt das 17-Eck.

### Konstruktion nach L. Gérard
Pietro Ermenegildo Daniele, ein italienischer Mathematiker (1875–1949), beschreibt im sechsten Artikel seines Werkes Über die Konstruktionen des regulären Siebzehnecks eine Konstruktion nach L. Gérard mithilfe des Satzes von Mohr-Mascheroni.
Gérards Siebzehneck – allein mit einem Zirkel konstruiert – wurde in Mathematische Annalen (48. Band) im Jahr 1897 veröffentlicht.
- Um die Erklärungen von Daniele zum mathematischen Hintergrund (§ 4. Die Konstruktion von Gérard, ab Seite 183) nachvollziehen zu können, wurden die Bezeichnungen der Schnittpunkte übernommen. In der folgenden Konstruktion entsteht jeder Schnittpunkt durch das Kreuzen zweier Kreise. Für eine bessere Übersichtlichkeit ersetzen kurze Kreisbögen die entsprechenden Kreise (siehe Animation).

Siebzehneck nach L. Gérard (1897)
Mithilfe des Satzes von Mohr-Mascheroni ohne Lineal allein mit Zirkel konstruiert.

Animation der Konstruktionsskizze als Animation
Drei Eckpunkte und sind mit dem 19. Konstruktionsschritt gefunden. Ein fertiges Siebzehneck bedarf deren 33.

Konstruktionsbeschreibung (in Klammer die Bildnummer):
1(1) Es beginnt mit einem Kreis mit beliebigem Radius {\displaystyle |OA|} um den Mittelpunkt {\displaystyle O}.
1(2), (3), (4) Nun trägt man im Uhrzeigersinn dreimal den Radius {\displaystyle |OA|} auf den Umkreis des entstehenden Siebzehnecks auf, dabei ergeben sich die Schnittpunkte {\displaystyle B,C} sowie der erste Eckpunkt {\displaystyle D.}
Es folgt die Ermittlung des Mittelpunktes {\displaystyle M} des Radius {\displaystyle |OA|}.
1(5) Zwei Kreisbögen um {\displaystyle A} mit dem Radius {\displaystyle |AD|} und zwei Kreisbögen um {\displaystyle D} mit dem Radius {\displaystyle |DB|} erzeugen die Schnittpunkte {\displaystyle G} und {\displaystyle G'}.
1(6) Je ein Kreisbogen um {\displaystyle G} und {\displaystyle G'} mit Radius {\displaystyle |DB|} liefert den Schnittpunkt {\displaystyle M.}
Es geht weiter mit dem Bestimmen der noch erforderlichen Schnittpunkte {\displaystyle X} bis {\displaystyle Z_{1}}.
1(7) {\displaystyle X\colon } je ein Kreisbogen um {\displaystyle A} und {\displaystyle D} mit Radius {\displaystyle |AC|,}
1(8) {\displaystyle F} und {\displaystyle F'\colon } zwei Kreisbögen um {\displaystyle A} mit Radius {\displaystyle |OX|,}
1(9) {\displaystyle K} und {\displaystyle K'\colon } zwei Kreisbögen um {\displaystyle M} mit Radius {\displaystyle |OA|,}
(10) {\displaystyle E_{1}} und {\displaystyle E_{2}\colon } je einen Kreisbogen um {\displaystyle K} und {\displaystyle K'} mit Radius {\displaystyle |OX|,}
(11), (12) {\displaystyle L_{1}} und {\displaystyle L'_{1}\colon } je einen Kreisbogen um {\displaystyle F} und {\displaystyle F'} mit Radius {\displaystyle |OE_{1}|} sowie zwei Kreisbögen um {\displaystyle E_{1}} mit Radius {\displaystyle |OA|,}
(13) {\displaystyle E_{11}\colon } je einen Kreisbogen um {\displaystyle L_{1}} und {\displaystyle L'_{1}} mit Radius {\displaystyle |E_{1}X|,}
(14), (15) {\displaystyle L_{2}} und {\displaystyle L'_{2}\colon } je einen Kreisbogen um {\displaystyle F} und {\displaystyle F'} mit Radius {\displaystyle |OE_{2}|} sowie zwei Kreisbögen um {\displaystyle E_{2}} mit Radius {\displaystyle |OA|,}
(16) {\displaystyle E_{21}\colon } je ein Kreisbogen um {\displaystyle L_{2}} und {\displaystyle L'_{2}} mit Radius {\displaystyle |E_{2}X|,}
(17) {\displaystyle N} und {\displaystyle N'\colon } je zwei Kreisbögen um {\displaystyle O} und {\displaystyle E_{21}} mit Radius {\displaystyle |AE_{11}|,}
(18) {\displaystyle Z_{1}\colon } je ein Kreisbogen um {\displaystyle N} und {\displaystyle N'} mit Radius {\displaystyle |E_{11}B|.}
(19) Jetzt bedarf es nur noch zweier Kreisbögen um {\displaystyle Z_{1}} mit Radius {\displaystyle |OA|}, um zwei weitere Eckpunkte {\displaystyle P} und {\displaystyle P'} zu erhalten.
Die Abstände {\displaystyle |DP|} und {\displaystyle |DP'|} entsprechen jeweils einer Seitenlänge des entstehenden Siebzehnecks.
(20) bis (33) Abschließend liefert das vierzehnmalige Abtragen der Seitenlänge {\displaystyle |DP|} auf dem Umkreis ein allein mit dem Zirkel erstelltes regelmäßiges Siebzehneck.

### Konstruktion nach Duane DeTemple
Duane W. DeTemple veröffentlichte im Jahr 1991 in der mathematischen Zeitschrift The American Mathematical Monthly eine Konstruktion des Siebzehnecks. Für seine Lösung verwendete er vier Carlyle-Kreise; benannt nach dem Historiker Thomas Carlyle (1795–1881). Der junge Schotte Carlyle lehrte Mathematik, bevor er sich der Literatur zuwandte. Damals fand er diese elegante geometrische Methode für die quadratische Gleichung und folglich auch für die Polygone Fünfeck, Siebzehneck, 257-Eck und 65537-Eck.

Siebzehneck nach Duane W. DeTemple (1991) mit den vier Carlyle-Kreisen: Cc_{1}, Cc_{2}, Cc_{3} und Cc_{4}. Mit Weiterführung der Konstruktion bis zum fertigen Siebzehneck.

Animation der Konstruktionsskizze, am Ende 20 s Pause.
Der 16. Konstruktionsschritt liefert den ersten Eckpunkt. Ist Bestimmen und Verbinden der Eckpunkte jeweils ein Konstruktionsschritt, braucht das fertige Siebzehneck davon 30.

Konstruktionsbeschreibung:
1. Zeichne die {\displaystyle x}-Achse und setze darauf den Punkt {\displaystyle O.}
2. Zeichne um {\displaystyle O} den Einheitskreis {\displaystyle c_{1}} mit Radius {\displaystyle r_{1},} Schnittpunkte mit {\displaystyle c_{1}} sind {\displaystyle P_{0}} und {\displaystyle Q.}
3. Konstruiere die {\displaystyle y}-Achse vom Umkreis {\displaystyle c_{1}} des entstehenden 17-Ecks, Schnittpunkt mit {\displaystyle c_{1}} ist {\displaystyle A.}
4. Halbiere den Radius {\displaystyle |OQ|} in {\displaystyle Q'.}
5. Ziehe den Kreisbogen {\displaystyle c_{2}} mit dem Radius {\displaystyle |Q'P_{0}|} um {\displaystyle Q'.}
6. Errichte eine Senkrechte auf dem Radius {\displaystyle |OQ|} ab {\displaystyle Q',} Schnittpunkt mit {\displaystyle c_{2}} ist {\displaystyle M_{0}.}
7. Ziehe den Carlyle-Kreisbogen {\displaystyle Cc_{1}} um {\displaystyle M_{0}} durch {\displaystyle A} so, dass er die {\displaystyle x}-Achse vom Umkreis {\displaystyle c_{1}} zweimal trifft, Schnittpunkte sind {\displaystyle H_{0,2}} und {\displaystyle H_{1,2}.}
8. Halbiere die Strecke {\displaystyle {\overline {OH_{0,2}}}} in {\displaystyle M_{0,2}.}
9. Halbiere die Strecke {\displaystyle {\overline {OH_{1,2}}}} in {\displaystyle M_{1,2}.}
10. Ziehe den Carlyle-Kreisbogen {\displaystyle Cc_{2}} um {\displaystyle M_{1,2}} ab {\displaystyle A} bis auf die {\displaystyle x}-Achse, Schnittpunkt ist {\displaystyle H_{1,4}.}
11. Ziehe den Carlyle-Kreisbogen {\displaystyle Cc_{3}} um {\displaystyle M_{0,2}} ab {\displaystyle A} bis auf die {\displaystyle x}-Achse, Schnittpunkt ist {\displaystyle H_{0,4}.}
12. Trage {\displaystyle {\overline {OH_{1,4}}}} von Punkt {\displaystyle A} aus auf der Geraden {\displaystyle {\overline {OA}}} ab. Du erhältst Punkt {\displaystyle Y.}
13. Verbinde {\displaystyle Y} mit {\displaystyle H_{0,4}.}
14. Halbiere die Strecke {\displaystyle {\overline {H_{0,4}Y}}} in {\displaystyle M_{0,4}.}
15. Ziehe den Carlyle-Kreisbogen {\displaystyle Cc_{4}} um {\displaystyle M_{0,4}} ab {\displaystyle A} bis auf die {\displaystyle x}-Achse, Schnittpunkt ist {\displaystyle H_{0,8}.}
16. Ziehe den Kreisbogen {\displaystyle c_{3}} mit dem Radius {\displaystyle |OP_{0}|} um {\displaystyle H_{0,8},} Schnittpunkte mit dem Umkreis {\displaystyle c_{1}} sind die Eckpunkte {\displaystyle P_{1}} und {\displaystyle P_{16},} somit ist die Strecke {\displaystyle {\overline {P_{0}P_{1}}}} die erste Seite des gesuchten 17-Ecks.
17. Ein vierzehnmaliges Abtragen der Strecke {\displaystyle {\overline {P_{0}P_{1}}}} auf dem Umkreis {\displaystyle c_{1},} ab dem Eckpunkt {\displaystyle P_{1}} gegen den Uhrzeigersinn, ergibt der Reihe nach die Eckpunkte {\displaystyle P_{2}} bis {\displaystyle P_{15}.} Abschließend verbinde die so gefundenen Punkte {\displaystyle P_{1},P_{2},\dotsc ,P_{16}} und {\displaystyle P_{0},} dann ist das 17-Eck fertiggestellt.

### Konstruktion mithilfe der gaußschen Kurzfassung der Formel
Anlässlich der 150. Wiederkehr des Todestages von Carl Friedrich Gauß am 23. Februar 2005 gab es in Göttingen im Alten Rathaus am Markt vom 23. Februar bis zum 15. Mai 2005 die Ausstellung „Wie der Blitz einschlägt, hat sich das Räthsel gelöst“. Carl Friedrich Gauß in Göttingen. Der Katalog zu dieser Ausstellung, herausgegeben von Elmar Mittler, enthält Aufsätze in diversen Rubriken. Im Abschnitt Mathematik ist der Beitrag 17 gleiche Ecken und Kanten mit Zirkel und Lineal von Hans Vollmayr zu finden. Die im Folgenden dargestellte Konstruktion ist prinzipiell den Kapiteln Das Siebzehneck: die Rechnung und Das Siebzehneck: die Zeichnung entnommen.
Die Kurzfassung der Formel für den Kosinus des Zentriwinkels (siehe Eigenschaften),
{\displaystyle \cos \left({\frac {2\pi }{17}}\right)={\frac {1}{2}}\cdot \left(q+{\sqrt {q^{2}-2q'}}\right),}
erleichtert eine Konstruktion mit Zirkel und Lineal, die mithilfe der Hilfsgrößen, quasi Schritt für Schritt, den Kosinus des Zentriwinkels liefert. Ein möglicher Lösungsweg ist, die Hilfsgrößen zeichnerisch separat in drei Bildern (1–3) mit elementaren algebraischen Operationen darzustellen. Dies macht die Konstruktion übersichtlich und allgemein gut nachvollziehbar.

#### Konstruktion der Hilfsgrößenpundqsowie des Quadratsq²

Bild (1): Konstruktion der Hilfsgrößen und und des Quadrats

Darin gilt {\displaystyle p={\frac {-1+{\sqrt {17}}}{4}}} und {\displaystyle q={\frac {p+{\sqrt {1+p^{2}}}}{2}}.}
1. Ab Punkt {\displaystyle A} eine Halbgerade ziehen, darauf {\displaystyle B} mit {\displaystyle {\overline {AB}}=1,} Lot auf Strecke {\displaystyle {\overline {AB}}} in {\displaystyle A} errichten und {\displaystyle {\overline {AB}}} ab {\displaystyle A} auf Lot übertragen ergibt {\displaystyle C.}
2. Lot auf {\displaystyle {\overline {AB}}} in {\displaystyle B} mit Länge {\displaystyle ={\frac {1}{4}}\cdot {\overline {AB}}} ergibt {\displaystyle D,} anschließend Halbgerade von {\displaystyle A} durch {\displaystyle D} ergibt {\displaystyle {\overline {AD}}={\frac {1}{4}}\cdot {\sqrt {17}}.}
3. Kreis um {\displaystyle D} durch {\displaystyle B} ergibt {\displaystyle E} auf Halbgerade, {\displaystyle {\overline {AE}}} ist Hilfsgröße {\displaystyle p.}
4. Viertelkreis um {\displaystyle A} durch {\displaystyle E} ergibt {\displaystyle F} und {\displaystyle G,} nun {\displaystyle C} mit {\displaystyle F} verbinden, anschließende Parallele zu {\displaystyle {\overline {CF}}} ab {\displaystyle G} ergibt {\displaystyle H} sowie mit {\displaystyle {\overline {AH}}} das Quadrat {\displaystyle p^{2}.}
5. Zu {\displaystyle p^{2}} zweimal die Länge {\displaystyle 1={\overline {AC}}} addieren, ergibt {\displaystyle I} und {\displaystyle J,} anschließend {\displaystyle {\overline {AJ}}} in {\displaystyle K} halbieren und um {\displaystyle K} über {\displaystyle {\overline {AJ}}} Halbkreis ziehen.
6. Lot auf {\displaystyle {\overline {AJ}}} in {\displaystyle I} bis Halbkreis ergibt {\displaystyle {\overline {IL}}={\sqrt {p^{2}+1}},} anschließend zu {\displaystyle {\overline {IL}}} ab {\displaystyle L} Hilfsgröße {\displaystyle p={\overline {AE}}} addieren, ergibt {\displaystyle M.}
7. {\displaystyle {\overline {IM}}} in {\displaystyle N} halbieren ergibt Hilfsgröße {\displaystyle {\overline {IN}}=q.}
8. Viertelkreis um {\displaystyle I} ab {\displaystyle J} ergibt {\displaystyle O,} anschließend Viertelkreis um {\displaystyle I} ab {\displaystyle N} ergibt {\displaystyle P.}
9. {\displaystyle O} mit {\displaystyle P} verbinden, anschließende Parallele zu {\displaystyle {\overline {OP}}} ab {\displaystyle N} ergibt {\displaystyle Q} sowie mit {\displaystyle {\overline {IQ}}} das Quadrat {\displaystyle q^{2}.}

#### Konstruktion der Hilfsgrößenp’undqʼ

Bild (2): Konstruktion der Hilfsgrößen und

Darin gilt {\displaystyle p'={\frac {-1-{\sqrt {17}}}{4}}} sowie {\displaystyle q'={\frac {p'+{\sqrt {1+p'^{2}}}}{2}}.}
1. Ab Punkt {\displaystyle A'} eine Halbgerade ziehen, darauf {\displaystyle B'} mit {\displaystyle {\overline {A'B'}}=1,} Lot auf Strecke {\displaystyle {\overline {A'B'}}} in {\displaystyle A'} errichten und {\displaystyle {\overline {A'B'}}} ab {\displaystyle A'} auf Lot übertragen ergibt {\displaystyle C'.}
2. Lot auf {\displaystyle {\overline {A'B'}}} in {\displaystyle B'} mit der Länge {\displaystyle {\frac {1}{4}}\cdot {\overline {A'B'}}} ergibt {\displaystyle D',} anschließend Halbgerade von {\displaystyle A'} durch {\displaystyle D'} ergibt {\displaystyle {\overline {A'D'}}={\frac {1}{4}}\cdot {\sqrt {17}}.}
3. Kreis um {\displaystyle D'} durch {\displaystyle B'} ergibt {\displaystyle E'} auf Halbgerade, {\displaystyle {\overline {A'E'}}} ist Hilfsgröße {\displaystyle p'.}
4. Viertelkreis um {\displaystyle A'} durch {\displaystyle E'} ergibt {\displaystyle F'} und {\displaystyle G',} nun {\displaystyle C'} mit {\displaystyle F'} verbinden, anschließende Parallele zu {\displaystyle {\overline {C'F'}}} ab {\displaystyle G'} ergibt {\displaystyle H'} sowie mit {\displaystyle {\overline {A'H'}}} das Quadrat {\displaystyle p'^{2}.}
5. Zu {\displaystyle p'^{2}} zweimal die Länge {\displaystyle 1={\overline {A'C'}}} addieren, ergibt {\displaystyle I'} und {\displaystyle J',} anschließend {\displaystyle {\overline {A'J'}}} in {\displaystyle K'} halbieren und um {\displaystyle K'} über {\displaystyle {\overline {A'J'}}} Halbkreis ziehen.
6. Lot auf {\displaystyle {\overline {A'J'}}} in {\displaystyle I'} bis Halbkreis ergibt {\displaystyle {\overline {I'L'}}={\sqrt {p'^{2}+1}},} anschließend von {\displaystyle {\overline {I'L'}}} ab {\displaystyle L'} Hilfsgröße {\displaystyle p'={\overline {A'E'}}} subtrahieren, ergibt {\displaystyle M'.}
7. {\displaystyle {\overline {I'M'}}} in {\displaystyle N'} halbieren ergibt mit {\displaystyle {\overline {I'N'}}} Hilfsgröße {\displaystyle q'.}

#### Konstruktion der Wurzel ausq²−2q’und des Kosinus des Zentriwinkelsμ

Bild (3): Siebzehneck nach Hans Vollmayr (2005) mit abschließendem Teil 3: Konstruktion der Wurzel aus und des Kosinus des Zentriwinkels

1. Ab Punkt {\displaystyle I} eine Halbgerade ziehen, darauf {\displaystyle q^{2}} aus Bild (1) übertragen ergibt {\displaystyle Q,} anschließend Länge {\displaystyle 1={\overline {AC}}} aus Bild (1) ab {\displaystyle Q} übertragen ergibt {\displaystyle R.}
2. Von {\displaystyle q^{2}} die Länge {\displaystyle 2q'={\overline {I'M'}}} aus Bild (2) ab Punkt {\displaystyle I} subtrahieren ergibt {\displaystyle S,} anschließend {\displaystyle {\overline {SR}}} in {\displaystyle T} halbieren und um {\displaystyle T} über {\displaystyle {\overline {SR}}} Halbkreis ziehen.
3. Lot auf {\displaystyle {\overline {SR}}} in {\displaystyle Q} bis Halbkreis ergibt {\displaystyle {\overline {QU}}={\sqrt {q^{2}-2q'}}.}
4. Strecke {\displaystyle {\overline {Q'U'}}={\sqrt {q^{2}-2q'}}} einzeichnen und dazu Hilfsgröße {\displaystyle q={\overline {IN}}} aus Bild (1) ab {\displaystyle U'} addieren ergibt {\displaystyle V,} anschließend {\displaystyle {\overline {Q'V}}} in {\displaystyle W} halbieren, die Strecke {\displaystyle {\overline {WV}}} ist der Kosinus {\displaystyle \cos \left({\frac {2\pi }{17}}\right)={\frac {1}{2}}\cdot \left(q+{\sqrt {q^{2}-2q'}}\right)} des Zentriwinkels {\displaystyle \mu } des Siebzehnecks.
5. Um Punkt {\displaystyle W'} Umkreis mit dem Radius {\displaystyle 1} (z. B. mit Strecke {\displaystyle {\overline {QR}}}) ziehen, anschließend Radius einzeichnen, ergibt {\displaystyle P_{17}.}
6. {\displaystyle {\overline {WV}}=\cos \left({\frac {2\pi }{17}}\right)} auf {\displaystyle {\overline {W'P_{17}}}} ab {\displaystyle W'} übertragen, ergibt {\displaystyle V'.}
7. Lot auf {\displaystyle {\overline {W'V'}}} in {\displaystyle V'} bis Umkreis ergibt ersten Eckpunkt {\displaystyle P_{1}} des entstehenden Siebzehnecks.
8. {\displaystyle {\overline {P_{1}P_{17}}}} fünfzehnmal gegen den Uhrzeigersinn auf dem Umkreis abtragen und abschließend die benachbarten Ecken verbinden. Somit ist das regelmäßige Siebzehneck fertiggestellt.

Grundsätzlich wäre es auch möglich, den von Gauß zuerst gefundenen (langen) Ausdruck als konstruierte Strecke darzustellen. In der einschlägigen Literatur wird aber keine derartige Lösung beschrieben.

## Vorkommen

Skizze zum Messingkopfstück des Pedellstabes, Insigne der Universität Braunschweig

Unter den Insignien der Universität Braunschweig sind auch zwei 1952/53 erworbene Pedellstäbe für das Zeremoniell. Einer davon zeigt auf dem Messingkopfstück, in einer kreisrunden Scheibe, einen regelmäßigen Siebzehnstrahlstern. Der zweite weist mittels Zahnkranz, Winkel und Zirkel auf die Konstruierbarkeit des Siebzehnecks allein mit Zirkel und Lineal hin. Beide Pedellstäbe erinnern damit an die von Carl Friedrich Gauß gemachte – oben beschriebene – Entdeckung zum Siebzehneck.
In den Jahren 1884 bis 1904 erregte das auf einem siebzehneckigen Grundriss errichtete Sedan-Panorama in Berlin großes Aufsehen beim Publikum.
Anlässlich des 200. Geburtstags von C. F. Gauß erschien 1977 in der DDR eine 20-Pfennig-Briefmarke. Sie zeigt ein Porträt des jungen Gauß, so wie ihn der Maler Johann Christian August Schwartz 1803 in einem Pastell dargestellt hatte. Daneben sind Zirkel, Zeichendreieck (Lineal) und eine weiße Kreisfläche zu sehen. Erst bei genauerem Hinsehen sind die siebzehn Punkte auf der Kreislinie erkennbar. Alles zusammen weist darauf hin, dass Gauß es war, der die Konstruierbarkeit des regelmäßigen Siebzehnecks fand.
In der Leipziger Mädlerpassage ist in der Kuppel der Rotunde eine Fensterrose eingelassen, deren Umriss einem Siebzehneck gleicht. Sie misst etwa zwölf Meter im Durchmesser und befindet sich ungefähr auf fünfzehn Meter Höhe. Errichtet wurde die Fensterrose von dem Architekten Theodor Kösser innerhalb seines Projektes Mädlerpassage (1912–1914).
In Braunschweig steht vor einem kleinen grünen Hügel, genannt Gaußberg, das 1880 errichtete Gauß-Denkmal. Auf der Westseite (Gauß’ rechter Seite) ist auf dem Sockel ein goldfarbener regelmäßiger Siebzehnstrahlstern eingelassen.

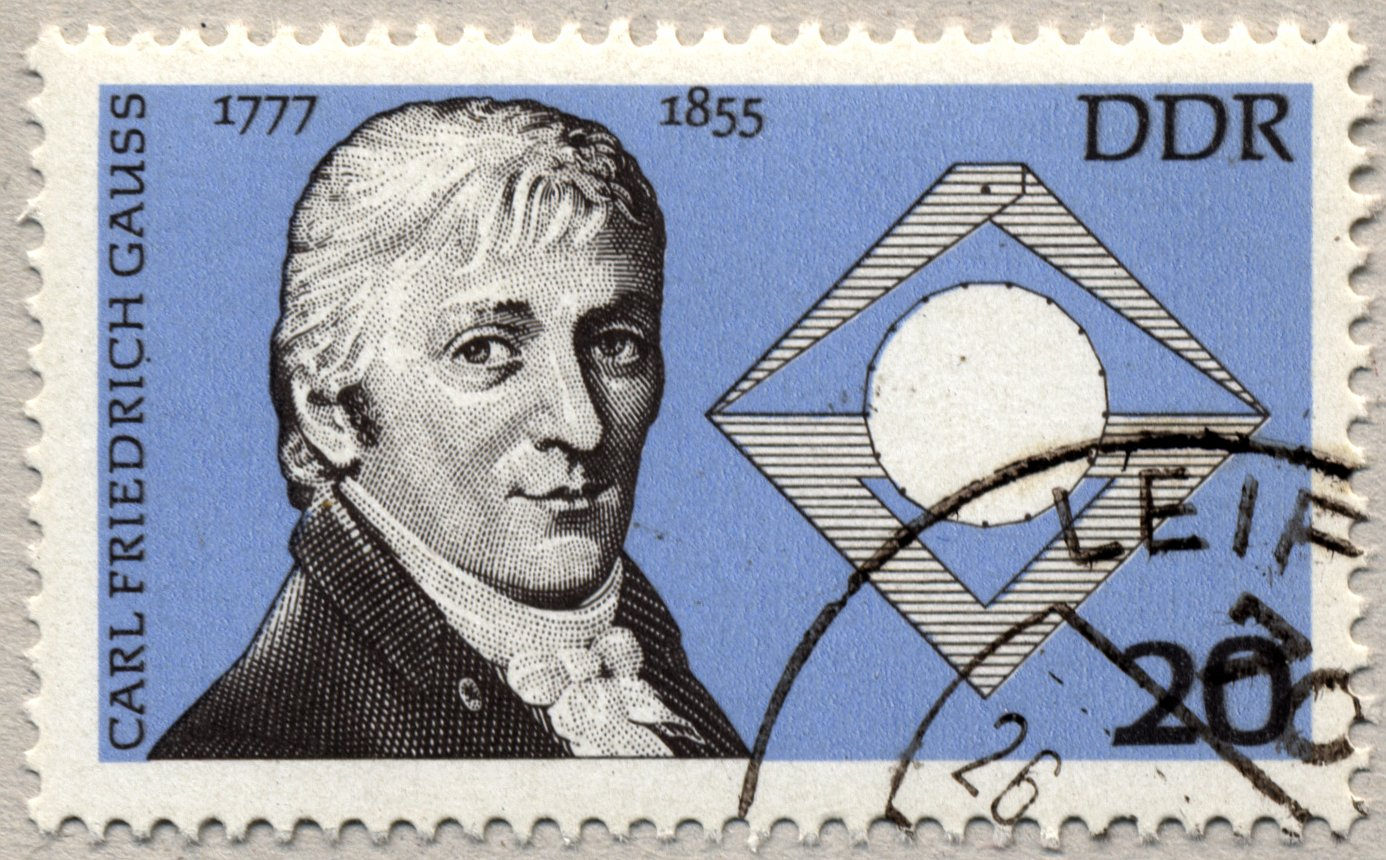
20-Pf.-Briefmarke DDR 1977, anlässlich des 200. Geburtstags von C. F. Gauß

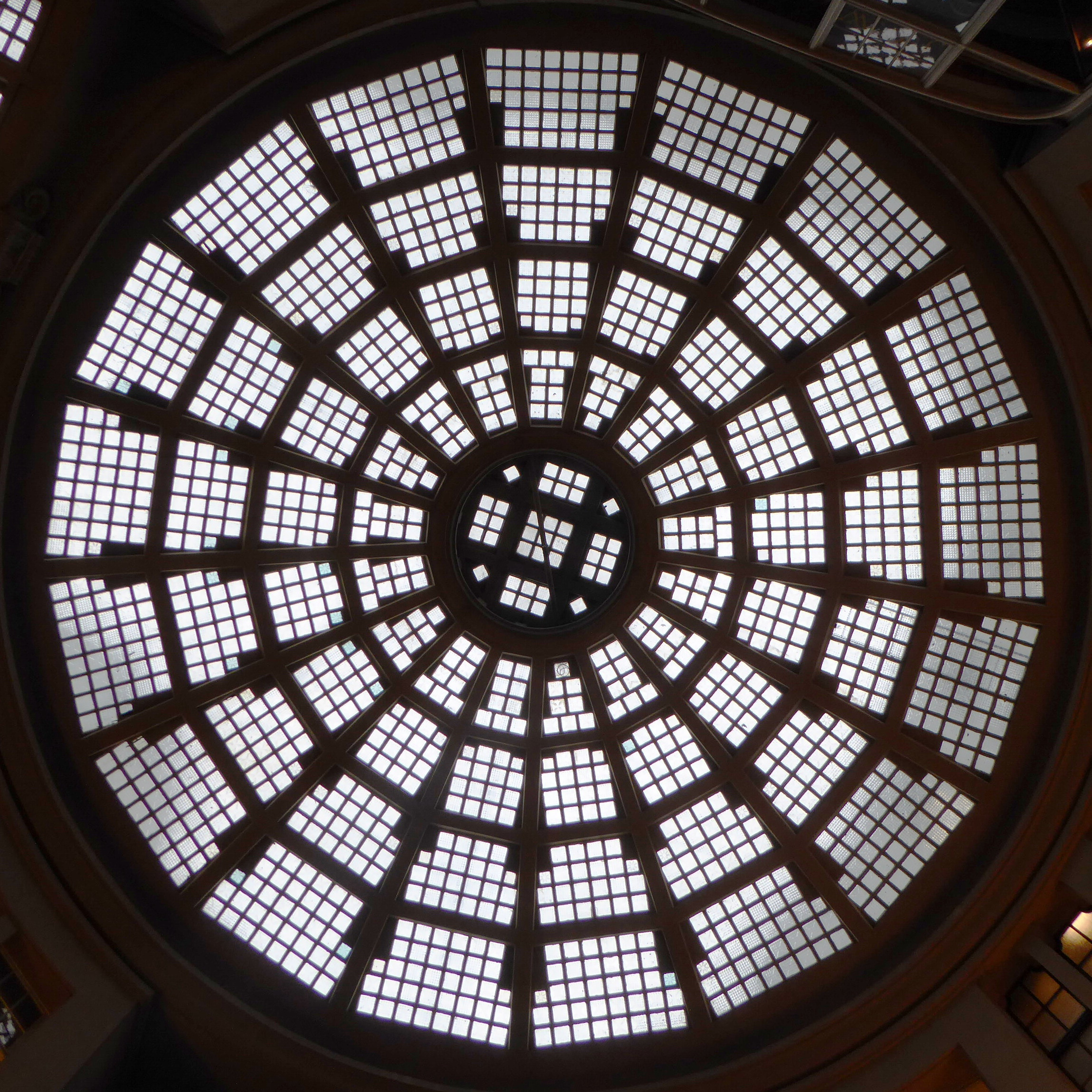
Fensterrose in der Mädlerpassage, Leipzig

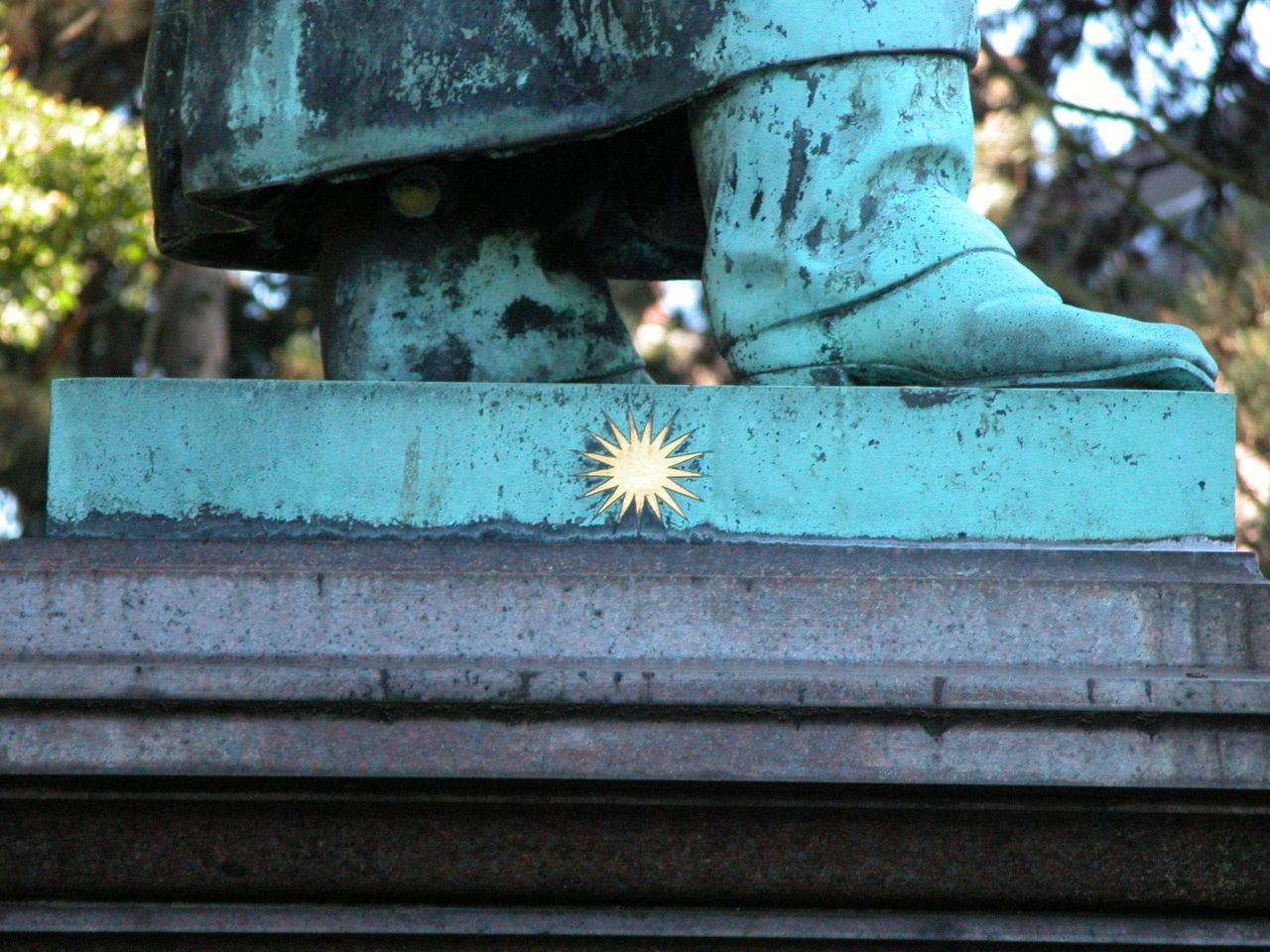
Gauß-Denkmal Braunschweig, regelmäßiger Siebzehnstrahlstern

## Regelmäßige überschlagene Siebzehnecke
Ein regelmäßiges überschlagenes Siebzehneck ergibt sich, wenn beim Verbinden der siebzehn Eckpunkte jedes Mal mindestens einer übersprungen wird und die somit erzeugten Sehnen gleich lang sind. Notiert werden solche regelmäßigen Sterne mit Schläfli-Symbolen {\displaystyle \left\{n/k\right\}}, wobei {\displaystyle n} die Anzahl der Eckpunkte angibt und jeder {\displaystyle k}-te Punkt verbunden wird.
In der folgenden Galerie sind die sieben möglichen regelmäßigen Siebzehnstrahlsterne, auch Heptadekagramme genannt, dargestellt.

Regelmäßige Siebzehnstrahlsterne

- {\displaystyle \left\{17/2\right\}{,}\ \left\{17/15\right\}}
- {\displaystyle \left\{17/3\right\}{,}\ \left\{17/14\right\}}
- {\displaystyle \left\{17/4\right\}{,}\ \left\{17/13\right\}}
- {\displaystyle \left\{17/5\right\}{,}\ \left\{17/12\right\}}
- {\displaystyle \left\{17/6\right\}{,}\ \left\{17/11\right\}}
- {\displaystyle \left\{17/7\right\}{,}\ \left\{17/10\right\}}
- {\displaystyle \left\{17/8\right\}{,}\ \left\{17/9\right\}}